# Tetoffensief

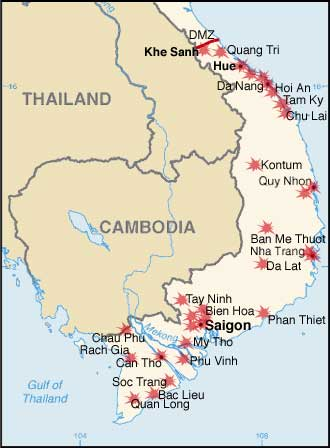
De belangrijkste doelen van het Tetoffensief

Het Tetoffensief was een aanval van de Vietcong die begon op 30 januari 1968 tijdens de Vietnamoorlog. De strijd zou tot juni van dat jaar aanhouden.

## Verloop
Tet, ofwel Tết Nguyên Đán, is een nationale feestdag in Vietnam. Tijdens deze feestdag werd normaal gesproken een wapenstilstand gehouden. Maar de Vietcong viel in 1968 onverwachts aan en overviel zo de Amerikanen. In dit offensief bewees de Vietcong nog lang niet uitgeteld te zijn, zoals door de Amerikanen werd verkondigd. Tienduizenden rebellen en soldaten overvielen tegelijk kazernes, politiebureaus, overheidsgebouwen en militaire posten.
De Amerikanen waren totaal verrast en zetten grote middelen in. Zo werden er vele razzia's gehouden in Saigon en beging men gruwelijke misdaden in Mỹ Lai. Militair gezien wonnen de Amerikanen in Zuid-Vietnam.

## Nasleep
Door dit offensief begon men in Amerika steeds meer te twijfelen aan de positieve berichten over de stand van zaken in de oorlog. De publieke opinie keerde zich finaal af van de militaire acties. De oorlog werd hoe langer hoe meer als zinloos en verloren beschouwd. Studenten, zwarten, zonen van arbeiders en de Amerikaanse middenklasse, die allen potentiële nieuwe rekruten waren, keerden zich tegen de oorlog. In kringen van regeringsadviseurs kon geen overeenstemming worden bereikt over het sturen van massale versterkingen. Op 12 maart 1968 won president Johnson van uitdager    Eugene McCarthy in de Democratische voorverkiezingen in New Hampshire, maar met een dusdanig klein verschil dat het als een morele overwinning voor McCarthy werd gezien. Al spoedig meldde toen ook Robert Kennedy zich aan als Democratische presidentskandidaat.
President Johnson kondigde op 31 maart 1968 het einde van de bombardementen op Noord-Vietnam aan, samen met het begin van de vredesonderhandelingen. Hij liet bovendien tot ieders verrassing weten niet beschikbaar te zijn voor een tweede ambtstermijn. Noord-Vietnam liet op 3 april weten dat het bereid was tot onderhandelingen; deze begonnen in mei van dat jaar in Parijs. Robert Kennedy werd voortijdig vermoord door de Palestijnse activist Sirhan Sirhan, en de Republikein Richard Nixon werd verkozen met een belofte van een 'eervolle vrede in Vietnam'.